# 오하근
오하근(吳河根, 1968년 1월 5일)은 대한민국의 정치인이다. 전라남도의원을 지냈다.

## 학력
- 광주인성고등학교 졸업
- 고려대학교 사회학 학사 졸업

## 경력
- 2005.09 ~ 2007.08: 순천제일대학 사회복지과 겸임교수
- 2013.03 ~ 2013.10: 순천만요양병원 이사장
- 2013.10 ~ 2017.12: 순천만요양병원 CEO
- 2017.04 ~ 2017.05: 제19대 대통령선거 더불어민주당 문재인 후보 전라남도당 국민주권선거대책위원회 상임위원장
- 2018.01 ~ 2019.11: 사람사는세상 노무현재단 전남지역위원회 공동대표
- 2018.07 ~ 2022.03: 제11대 전라남도의회 의원
- 2020.07 ~ 2022.03: 제10대 광양만권경제자유구역 조합회의 의장
- 2022.02 ~ 2022.03: 제20대 대통령선거더불어민주당 이재명 후보 선거대책위원회 전라남도 특보단장

## 역대 선거 결과
|  | 72.54% |

|  | 41.90% |